# Lycée Notre-Dame de Sion (Istanbul)
Pour les articles homonymes, voir Notre-Dame de Sion (homonymie).
Le lycée Notre-Dame de Sion (en turc : Notre Dame de Sion Özel Fransız Lisesi) est un établissement scolaire privé francophone d'Istanbul, en Turquie, dans le quartier de Şişli. Il s'agit d'un des lycées les plus prestigieux du pays. Sœur Emmanuelle y a enseigné de 1932 à 1960. 

## Historique
Le 7 octobre 1856, onze sœurs arrivent à Constantinople dans le quartier de Pangalti pour prendre la direction d’un pensionnat appelé « Maison du Saint-Esprit », du nom de la cathédrale voisine, et tenu jusque-là, par les Filles de la Charité. Le « pensionnat » Notre-Dame de Sion ouvre officiellement ses portes le 27 novembre 1856 et il est le premier lycée de jeunes filles à Constantinople sous l’Empire Ottoman. Dans les premiers temps, les jeunes pensionnaires sont essentiellement issues de familles chrétiennes mais l'établissement va bientôt accueillir également des jeunes filles juives, puis musulmanes en 1863, grâce à son excellente réputation et à la bienveillance du sultan. 
La Première Guerre mondiale voit le départ des sœurs françaises, la France et la Turquie étant opposées dans le conflit, et la fermeture du pensionnat. Les bâtiments abritent alors une école d’ingénieurs, puis un hôpital, où des religieuses vont toutefois pouvoir travailler. La maison rouvre ses portes aux élèves à la rentrée 1919.
À la proclamation de la république en Turquie, le 29 octobre 1923, l’établissement est soumis au règlement du ministère de l’Éducation nationale turc. C’est au tour de Mustafa Kemal Atatürk, qui attachait une grande importance à l’éducation, de manifester au lycée Notre-Dame de Sion son intérêt. Il y inscrit ses filles adoptives. En 1924, à la suite de la promulgation de la loi Tevhid-i Tedrisat, le lycée Notre-Dame de Sion révise son programme pour se conformer aux nouvelles réformes éducatives en Turquie. L'établissement continue d'enseigner en français, tout en adaptant ses matières aux besoins éducatifs nationaux.
En 1971, les classes primaires ferment et les dernières pensionnaires quittent l’école en 1972. Depuis 1989, la congrégation a confié la direction de l’établissement à un directeur laïc mais des sœurs continuent à y travailler. Grand changement : à la rentrée 1996, l’école est devenue mixte en accueillant une trentaine de garçons en classe préparatoire. 
En 2012, il reçoit le label LabelFrancÉducation.

## Programme éducatif
Le lycée offre un programme bilingue en français et en turc, avec un fort accent sur les langues étrangères, les sciences, et les arts. Les élèves ont également la possibilité de participer à des programmes d'échange international pour enrichir leur éducation.

## Vie culturelle
Le lycée Notre-Dame de Sion organise régulièrement des événements culturels, tels que des expositions d'art, des concerts et des conférences. Ces activités visent à enrichir l'expérience éducative des élèves et à promouvoir le dialogue interculturel. L'école accueille également des festivals annuels où les élèves présentent des projets dans divers domaines artistiques.
Un concours international de piano est organisé par l'école depuis 2013. En 2014, un concert de musique de chambre s'est tenu à l'école à la mémoire de la harpiste Fatma Ceren Necipoğlu, décédée dans le crash du vol AF447 en 2009. 
En 2015, la galerie d'art de l'école a accueilli l'exposition « Osmanlı'dan Cumhuriyet'e Kadınlar » (« Les femmes, de l'Empire ottoman à la République turque »), montrant des femmes chrétiennes, juives et musulmanes représentées essentiellement dans des cartes postales allant de 1880 à 1930.

## Anciens élèves
- Trois filles adoptives de Mustafa Kemal Atatürk, dont Afet İnan (1908–1985), historienne
- Fahrelnissa Zeid d'Irak (1901 – 1991), artiste
- sa sœur Aliye Berger (en) (1903–1974), artiste
- Matild Manukyan, femme d'affaires
- Pınar Selek, sociologue, écrivain et féministe
- Bedia Muvahhit (1906-1974), actrice turque

- Ayla Algan (1937), actrice et chanteuse
- Adile Ayda (1912–1992), diplomate
- Oya Baydar (1940), sociologue et écrivain
- Selina Özuzun Doğan (1977), avocate et femme politique
- Balçiçek İlter (1973), journaliste et présentatrice de télévision
- Nazlı Ilıcak (1944), femme politique, journaliste et écrivain,
- Suzan Kahramaner (1913–2006), mathématicienne, l'une des premières mathématiciennes turques à détenir un doctorat
- Füreya Koral (1910–1997), céramiste
- Türkan Rado (1915–2007), première femme professeur de droit de Turquie
- Emel Korutürk (en) (1915-2013), Première dame de Turquie (1973-1980)